# Air Florida

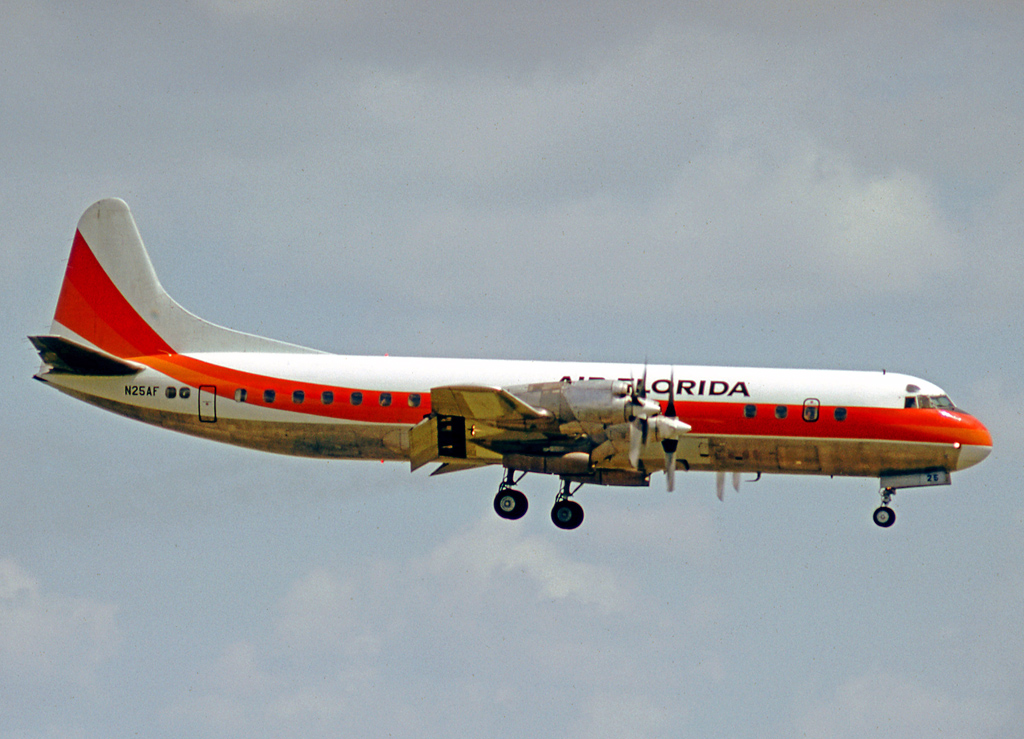
Uno dei Lockheed L.188 "Electra".

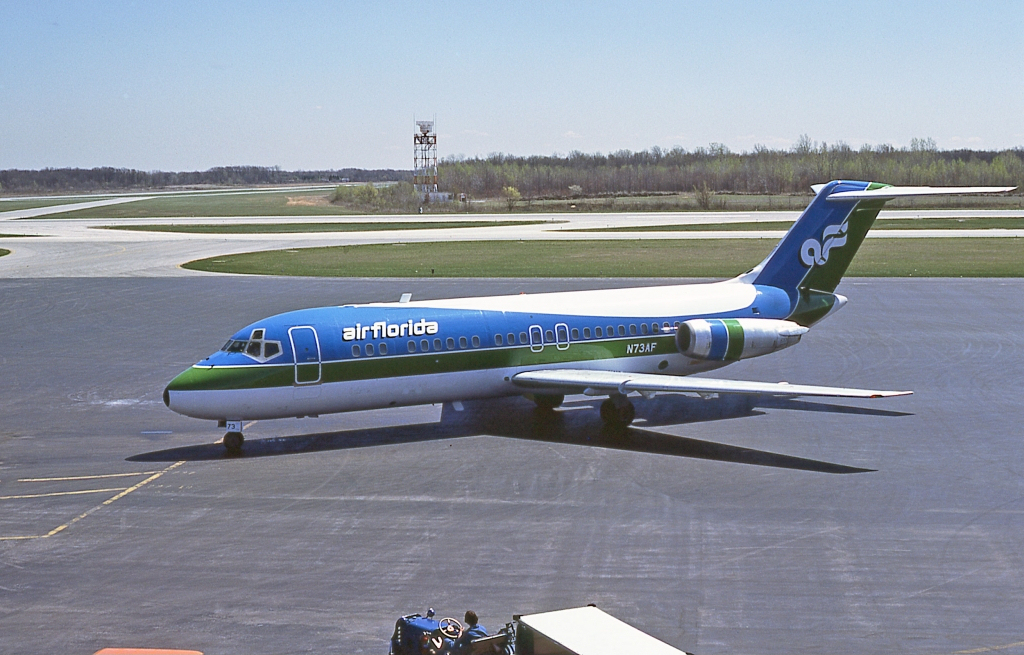
Un Douglas DC 9-15 nell'Aeroporto di Tallahassee nell'aprile del 1981.

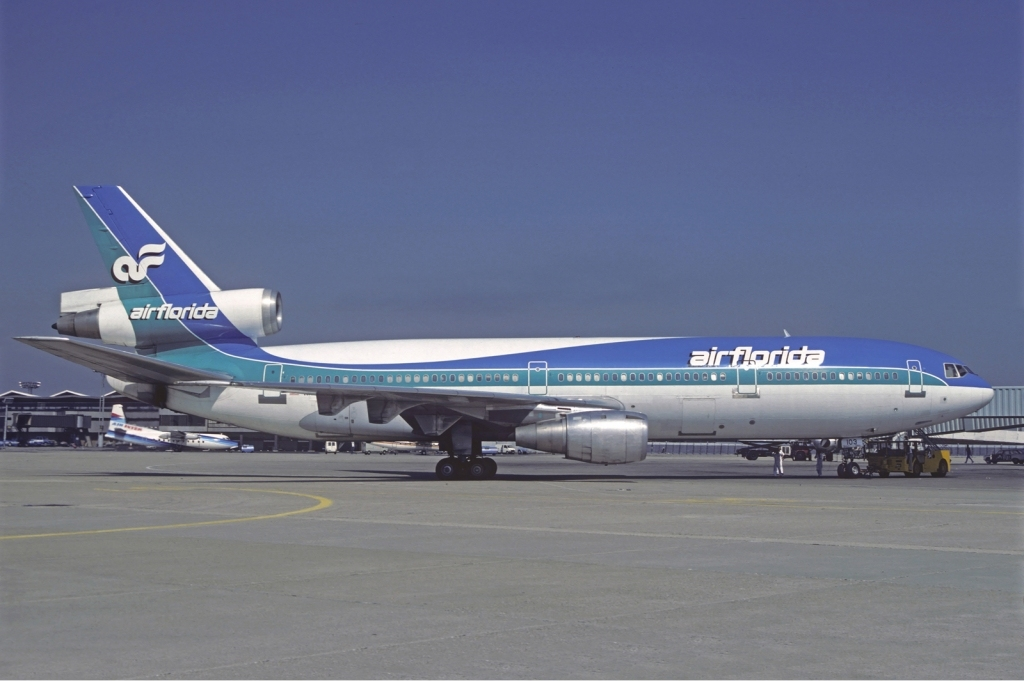
Un McDonnell Douglas DC-10 di Air Florida nell'Aeroporto di Parigi-Orly nel 1981.

Air Florida Inc. è stata una compagnia aerea low-cost attiva dal 1971 al 1984. Nel 1975 aveva la propria sede nelle Torri Dadeland a Kendall, all'interno della Contea di Miami-Dade, in Florida.

## Storia
Air Florida fu fondata nel novembre 1971 da Eli Timoner, originario di Miami, e fu organizzata dal presidente della compagnia Ted Griffin, un ex direttore marketing della Eastern Air Lines. Stabilì la base d'armamento principale all'aeroporto Internazionale di Miami. Iniziò le operazioni l'anno dopo, il 28 settembre 1972, come compagnia aerea intrastatale con due Boeing 707 acquistati da Pan American World Airways e offrendo un collegamento bigiornaliero tra Miami (MIA), Orlando (MCO) e Saint Petersburg (PIE). Le rotte erano del del "triangolo" MIA-MCO-PIE-MIA o viceversa con una tariffa iniziale di $12,00 per la sola andata. La società in seguito acquistò un turboelica Lockheed L-188 Electra che sostituirono i B.707. Sebbene Air Florida avesse iniziato ad operare come vettore aereo intrastatale, iniziò successivamente ad aggiungere destinazioni nazionali e internazionali. Con questa espansione la flotta aumentò fino ad includere Boeing 727-200, Boeing 737-100, Boeing 737-200, Douglas DC-8-62, Douglas DC-9-10 e McDonnell Douglas DC-10-30.
Ed Acker, ex CEO di Braniff International Airways, acquistò Air Florida nel 1975 per poi ampliarla nel mercato interno a seguito all'Airline Deregulation Act del 1978. Oltre ad essere un'importante presenza tra il Nord-Est degli USA e la Florida durante gli anni '70 e '80, l'azienda si allargò anche a livello internazionale verso vari punti nei Caraibi e nell'America Centrale, oltre a numerose destinazioni europee. Le rotte verso l'Europa erano effettuate principalmente con McDonnell Douglas DC-10-30, mentre British Island Airways forniva una coincidenza immediata con BAC 111 su alcune rotte continentali, tipo Londra-Amsterdam. Air Florida utilizzò anche un Douglas DC-8-62 noleggiato per i voli transatlantici. La società era apprezzata anche per le attraenti assistenti di volo e, sui voli internazionali, per la cucina a quattro stelle. Nel 1981, poco prima dell'incidente del volo Air Florida 90, Acker lasciò la società per diventare presidente e amministratore delegato di Pan American World Airways (Pan Am).
Negli anni '80 Air Florida cercò di acquistare Western Airlines per affermare la presenza negli Stati Uniti occidentali e iniziare anche i voli per il Messico e il Canada occidentale. Le trattative con Western terminarono con il risultato che Air Florida possedeva il 16% delle azioni. La Western fu acquistata e fusa in Delta Air Lines nella primavera 1987.
L'incidente del volo 90 del 13 gennaio 1982, insieme all'elevata pressione finanziaria e alla dipendenza dalla valuta estera per i profitti furono fattori determinanti per la crisi di Air Florida a partire dall'anno successivo. Inevitabile dichiarare bancarotta e cessare le operazioni il 3 luglio 1984, nonostante lo sforzo del nuovo responsabile Donald Lloyd-Jones (ex funzionario di American Airlines) per salvarla. Al termine delle operazioni Air Florida aveva all'attivo oltre 18 mesi di di biglietti acquistati con carta di credito ma non ancora elaborati. Inoltre dozzine di equipaggi di volo immobilizzati perché la direzione non era riuscita a rinnovare i contratti di noleggio di tutti i DC-10-30. Nel mese di settembre Midway Airlines acquistò la maggior parte delle attività per 53 milioni di dollari, mentre l'aerolinea era ancora in fase di protezione dalla bancarotta ai sensi del Chapter 11.

## Air Florida Commuter
Air Florida Commuter non era una compagnia aerea, ma un sistema coordinato di vettori regionali che apportavano traffico nei maggiori scali di Air Florida. In base all'accordo code-sharing ogni società era tenuta a tinteggiare la flotta negli stessi colori colori di Air Florida e i voli erano presenti nei sistemi di prenotazione semplicemente come Air Florida. Air Miami fu la prima affiliata (1980) e oltre una dozzina di piccole altre società aeree entrò a far parte del sistema, tra cui: Air Sunshine, Marco Island Airways, Florida Airlines, Key Air, Southern International, Skyway Airlines, North American Airlines, National Commuter Airlines, Gull Air, Pompano, Finair, Slocum, Atlantic Gulf, Skyway of Ocala. Quando iniziò la crisi finanziaria di Air Florida l'accordo fu sciolto all'inizio del 1984.

## Sponsorizzazione
Air Florida sponsorizzò il Southampton Football Club, una squadra della Football League inglese, durante la stagione 1983-84, quella in cui il Southampton si classificò secondo nel campionato. A causa dell'insolvenza di Air Florida l'accordo fu annullato dopo una stagione.

## Destinazioni
All'inizio degli anni '80 Air Florida collegava un gran numero di destinazioni in buona parte degli Stati Uniti: di particolare rilievo Charleston nella Carolina del Sud, Chicago (aeroporto di Midway) in Illinois, Dallas/ Ft. Worth (Aeroporto di Dallas/Fort Worth) e Houston (Aeroporto di Hobby) in Texas, Providence nel Rhode Island, Savannah in Georgia. All'estero primeggiavano Düsseldorf e Francoforte in Germania, Madrid in Spagna e Zurigo in Svizzera, tutte destinazioni cui erano dedicati DC-10 e altri aerei a lungo raggio.
Alcune destinazioni negli Stati Uniti e nelle Bahamas erano affidate ai vettori di Air Florida Commuter, tramite rispettivi accordi di code sharing, tutti dotati di flotte di velivoli a elica e turboelica.

## Flotta
Quando Air Florida cessò le operazioni aveva in dotazione i seguenti aerei:

### Flotta storica
Air Florida aveva volato anche con i seguenti tipi di aerei:
- BAC One-Eleven[7]
- Boeing 707-320
- Boeing 727-100
- Boeing 727-200
- Douglas DC-9-15RC
- Lockheed L-188C Electra [8]

## Incidenti
- 10 agosto 1980 - Il volo Air Florida 4, con 35 persone a bordo, operato da un Boeing 737 dall'aeroporto internazionale di Miami all'aeroporto internazionale di Key West, fu dirottato da un uomo che pretendeva di essere portato a Cuba. Si arrese dopo l'atterraggio all'Avana.
- 13 agosto 1980 - Tre giorni dopo, il volo Air Florida 707, un altro Boeing 737 che volava nella direzione opposta con 74 persone a bordo, fu dirottato da sette persone. Anche loro chiesero di essere portati a Cuba, ma in seguito si arresero.
- 13 gennaio 1982 - Il volo Air Florida 90 si schiantò poco dopo il decollo dall'aeroporto nazionale di Washington a causa del ghiaccio e per un errore del pilota, provocando la morte di 74 delle 79 persone a bordo, ferendone quattro e uccidendo quattro persone sul 14th Street Bridge attraversato dall'Interstatale 395, sul quale il Boeing 737-200 si schiantò prima di precipitare nel fiume Potomac coperto dal ghiaccio. L'errore dei piloti consistette anche nell'applicare meccanicamente la procedura pre-decollo di lasciare inattivi i sistemi anti-ghiaccio, prevista nei paesi a clima caldo come la Florida, ma non in quelli dalle temperature più rigide.
- 2 febbraio 1982 - Il volo Air Florida 710, un Boeing 737-200 con 77 persone a bordo in rotta da Miami a Key West, fu dirottato. Anche questo dirottatore voleva essere portato a Cuba, ma in seguito si arrese.
- 7 luglio 1983 - Il volo Air Florida 8 con 47 persone a bordo stava volando dall'aeroporto internazionale di Fort Lauderdale all'aeroporto internazionale di Tampa. Uno dei passeggeri consegnò un biglietto a uno degli assistenti di volo, affermando di avere una bomba e dicendo loro di portare l'aereo all'Avana. Mostrò una piccola borsa da atleta, che aprì, e all'interno c'era quello che effettivamente sembrava un ordigno esplosivo. L'aereo deviò verso l'aeroporto Internazionale dell'Avana-José Martí e il dirottatore fu arrestato.